# EOE: Eve of Extinction
EOE: Eve Of Extinction is een videospel voor het platform Sony PlayStation 2. Het spel werd uitgebracht in 2002. Het perspectief van het spel wordt getoond in de derde persoon.

## Ontvangst
| Beoordeeld door        | Datum         | Score |
| ---------------------- | ------------- | ----- |
| Consoles Plus          | april 2002    | 75%   |
| Gaming Target          | 1 april 2002  | 72%   |
| GameSpy                | 14 maart 2002 | 71%   |
| GameZone               | 18 maart 2002 | 67%   |
| Game Informer Magazine | april 2002    | 65%   |
| GameSpot               | 7 maart 2002  | 65%   |
| Jeuxvideo.com          | 3 april 2002  | 65%   |
| Game Over Online       | 17 mei 2002   | 50%   |
| Peliplaneetta.net      | 23 april 2002 | 49%   |
| IGN                    | 6 maart 2002  | 35%   |